# Devil Dogs of the Air
Devil Dogs of the Air is een Amerikaanse dramafilm uit 1935 onder regie van Lloyd Bacon.

## Verhaal
Op aanraden van zijn vriend Brannigan wil de piloot Tommy O'Toole in dienst gaan bij het Amerikaanse marinierskorps. Tommy is een vakkundig piloot, maar hij is ook erg onbezonnen en strijdvaardig. Daardoor komt hij al vlug in botsing met zijn medeleerlingen. Hij krijgt zelfs ruzie met Brannigan over de bevallige serveerster Betty Roberts. 

## Rolverdeling
| Acteur              | Personage           |
| ------------------- | ------------------- |
| James Cagney        | Tommy O'Toole       |
| Pat O'Brien         | Luitenant Brannigan |
| Margaret Lindsay    | Betty Roberts       |
| Frank McHugh        | Crash Kelly         |
| John Arledge        | Mac                 |
| Helen Lowell        | Ma Roberts          |
| Robert Barrat       | Commandant          |
| Russell Hicks       | Kapitein            |
| William B. Davidson | Adjudant            |
| Ward Bond           | Instructeur         |